# Відодо Кайоно Путро
Відодо Кайоно Путро (індонез. Widodo Cahyono Putro, нар. 8 листопада 1970) — індонезійський футболіст, що грав на позиції нападника, зокрема за клуби «Гресік Юнайтед» та «Персіджа», а також за національну збірну Індонезії. По завершенні ігрової кар'єри — тренер. 

## Клубна кар'єра
Протягом ігрової кар'єри у 1990–2004 роках грав на батьківщині за «Варна Агунг», «Гресік Юнайтед» та «Персіджу».

## Виступи за збірну
1991 року дебютував в офіційних матчах у складі національної збірної Індонезії.
У складі збірної був учасником кубка Азії з футболу 1996 року в ОАЕ.
Загалом протягом кар'єри в національній команді, яка тривала 9 років, провів у її формі 55 матчів, забивши 14 голів.

## Кар'єра тренера
Розпочав тренерську кар'єру, повернувшись до футболу після невеликої перерви, 2010 року, увійшовши до тренерського штабу клубу національної збірної Індонезії, де пропрацював по 2011 рік. 2012 року очолюва тренерський штаб молодіжної збірної Індонезії.
Згодом тренував низку індонезійських клубних команд. 
| Дата       | Місто        | Господарі      | Результат | Гості     | Турнір                          | Голи | Примітки |
| ---------- | ------------ | -------------- | --------- | --------- | ------------------------------- | ---- | -------- |
| 26-11-1991 | Маніла       | Індонезія      | 2 – 0     | Малайзія  | Ігри Південно-Східної Азії 1991 | 1    |          |
| 6-12-1995  | Чіангмай     | Індонезія      | 10 – 0    | Камбоджа  | Ігри Південно-Східної Азії 1995 | 1    |          |
| 4-12-1996  | Абу-Дабі     | Індонезія      | 2 – 2     | Кувейт    | Кубок Азії 1996                 | 1    |          |
| 7-12-1996  | Абу-Дабі     | Південна Корея | 4 – 2     | Індонезія | Кубок Азії 1996                 | 1    |          |
| 27-2-1997  | Куала-Лумпур | Індонезія      | 1 – 0     | В'єтнам   | Кубок Dunhill 1997              | 1    |          |
| 6-4-1997   | Джакарта     | Індонезія      | 8 – 0     | Камбоджа  | Відбір до ЧС 1998               | 1    |          |
| 27-4-1997  | Пномпень     | Камбоджа       | 1 – 1     | Індонезія | Відбір до ЧС 1998               | 1    |          |
| 13-6-1997  | Сана         | Ємен           | 1 – 1     | Індонезія | Відбір до ЧС 1998               | 1    |          |
| 5-10-1997  | Джакарта     | Індонезія      | 5 – 2     | Лаос      | Ігри Південно-Східної Азії 1997 | 2    |          |
| 9-10-1997  | Джакарта     | Індонезія      | 4 – 0     | Малайзія  | Ігри Південно-Східної Азії 1997 | 1    |          |
| 27-8-1998  | Хошимін      | Індонезія      | 3 – 0     | Філіппіни | Кубок Tiger 1998                | 1    |          |
| 29-8-1998  | Хошимін      | Індонезія      | 6 – 2     | Бірма     | Кубок Tiger 1998                | 1    |          |
| 20-11-1999 | Джакарта     | Індонезія      | 9 – 2     | Камбоджа  | Відбір до Кубка Азії 2000       | 1    |          |
| Усього     |              | Матчів         | 55        |           | Голів                           | 14   |          |